# Waterpolo op de Olympische Zomerspelen 2004

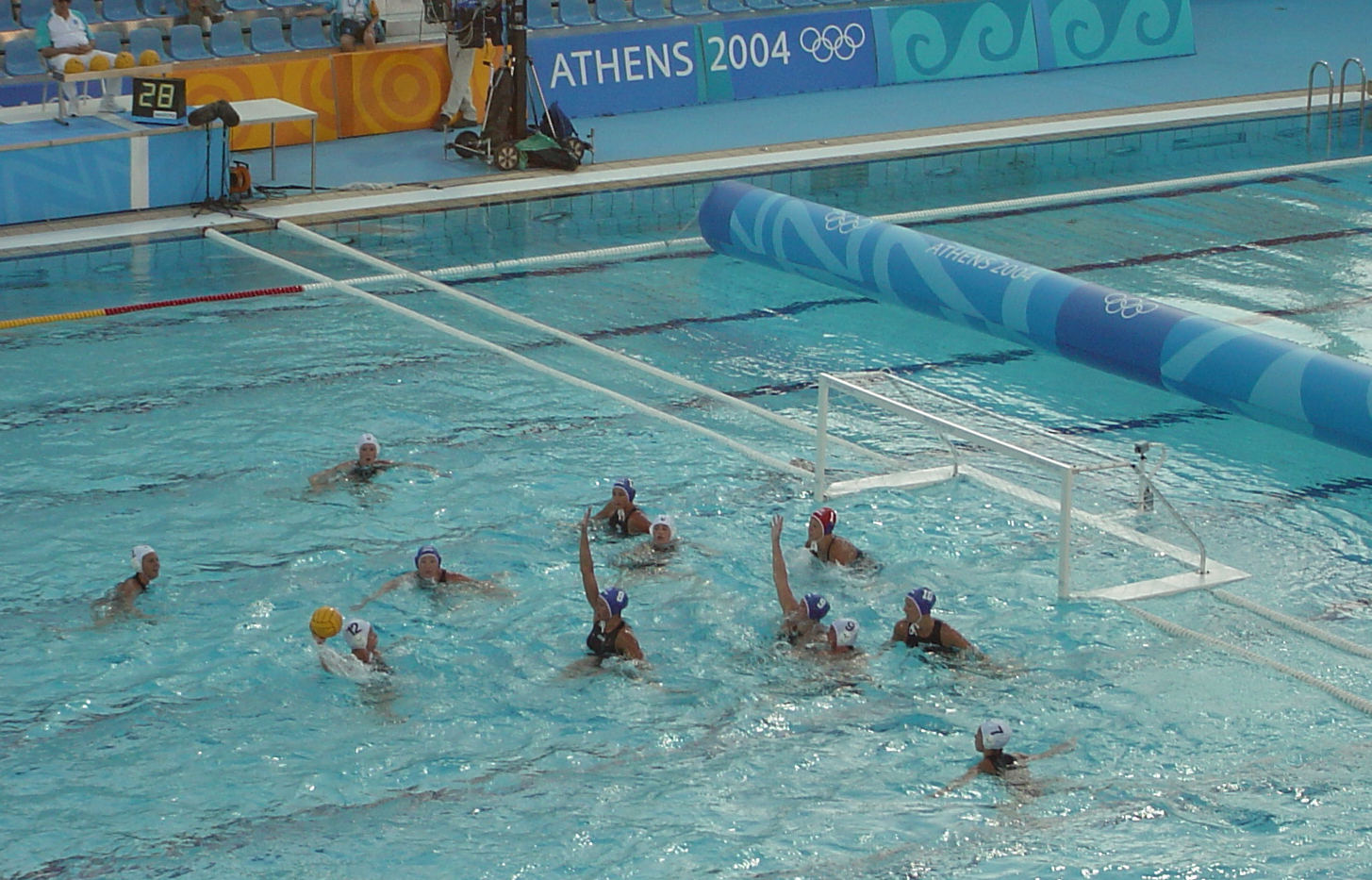
Waterpolowedstrijd tijdens de Olympische Zomerspelen 2004

Waterpolo is een van de sporten die beoefend werden tijdens de Olympische Zomerspelen 2004 te Athene.

## Mannen
De 12 deelnemende landen waren verdeeld over 2 groepen:
- Groep A: Hongarije, Kazachstan, Kroatië, Rusland, Servië-Montenegro en Verenigde Staten.
- Groep B: Australië, Duitsland, Egypte, Griekenland, Italië en Spanje.

De beste 3 landen van iedere poule plaatsten zich voor de medaille ronde, de overige landen speelden voor de plaatsen 7 t/m 12.

### Voorronde

#### Groep A
| 15 augustus | 10:45 | Rusland              | 5 - 2  | (0-0, 1-0, 2-1, 2-1) | Kazachstan           |
| 15 augustus | 16:30 | Servië en Montenegro | 4 - 6  | (1-0, 2-3, 1-0, 0-3) | Hongarije            |
| 15 augustus | 22:15 | Kroatië              | 6 - 7  | (0-0, 0-3, 2-1, 4-3) | Verenigde Staten     |
| 17 augustus | 16:30 | Kazachstan           | 6 - 9  | (1-1, 3-4, 0-1, 2-3) | Verenigde Staten     |
| 17 augustus | 17:45 | Rusland              | 3 - 4  | (1-1, 1-1, 0-1, 1-1) | Servië en Montenegro |
| 17 augustus | 22:15 | Hongarije            | 10 - 8 | (1-0, 4-2, 4-4, 1-2) | Kroatië              |
| 19 augustus | 9:30  | Servië en Montenegro | 9 - 5  | (3-1, 2-1, 1-1, 3-2) | Kazachstan           |
| 19 augustus | 10:45 | Verenigde Staten     | 5 - 7  | (2-2, 2-3, 0-1, 1-1) | Hongarije            |
| 19 augustus | 22:15 | Kroatië              | 8 - 9  | (2-2, 2-3, 1-1, 3-3) | Rusland              |
| 21 augustus | 9:30  | Kazachstan           | 4 - 14 | (1-3, 0-4, 2-4, 1-3) | Hongarije            |
| 21 augustus | 21:00 | Servië en Montenegro | 11 - 8 | (2-1, 4-2, 3-3, 2-2) | Kroatië              |
| 21 augustus | 22:15 | Rusland              | 9 - 7  | (3-1, 3-3, 2-0, 1-3) | Verenigde Staten     |
| 23 augustus | 10:45 | Kroatië              | 5 - 4  | (2-2, 2-0, 0-0, 1-2) | Kazachstan           |
| 23 augustus | 18:15 | Rusland              | 6 - 7  | (1-2, 1-1, 1-3, 3-1) | Hongarije            |
| 23 augustus | 21:00 | Verenigde Staten     | 4 - 9  | (1-2, 1-2, 1-3, 1-2) | Servië en Montenegro |

Eindstand Groep A
| rang | land                 | Gs | W | G | V | F  | A  | Ptn |
| ---- | -------------------- | -- | - | - | - | -- | -- | --- |
| 1    | Hongarije            | 5  | 5 | 0 | 0 | 44 | 27 | 10  |
| 2    | Servië en Montenegro | 5  | 4 | 0 | 1 | 37 | 26 | 8   |
| 3    | Rusland              | 5  | 3 | 0 | 2 | 32 | 28 | 6   |
| 4    | Verenigde Staten     | 5  | 2 | 0 | 3 | 32 | 37 | 4   |
| 5    | Kroatië              | 5  | 1 | 0 | 4 | 35 | 41 | 2   |
| 6    | Kazachstan           | 5  | 0 | 0 | 5 | 21 | 42 | 0   |

#### Groep B
| 15 augustus | 9:30  | Egypte      | 3 - 14 | (1-3, 0-5, 1-4, 1-2) | Australië   |
| 15 augustus | 17:45 | Italië      | 4 - 5  | (1-2, 1-3, 0-0, 2-0) | Spanje      |
| 15 augustus | 21:00 | Duitsland   | 5 - 4  | (2-2, 0-1, 2-1, 1-0) | Griekenland |
| 17 augustus | 9:30  | Australië   | 4 - 8  | (1-1, 2-2, 0-3, 1-2) | Italië      |
| 17 augustus | 10:45 | Duitsland   | 13 - 3 | (4-0, 5-0, 2-0, 2-3) | Egypte      |
| 17 augustus | 21:00 | Griekenland | 8 - 5  | (2-1, 4-1, 1-2, 1-1) | Spanje      |
| 19 augustus | 16:30 | Spanje      | 8 - 4  | (2-1, 3-1, 1-1, 2-1) | Australië   |
| 19 augustus | 17:45 | Italië      | 10 - 5 | (2-0, 1-2, 3-2, 4-1) | Duitsland   |
| 19 augustus | 21:00 | Egypte      | 4 - 15 | (0-5, 0-2, 2-3, 2-5) | Griekenland |
| 21 augustus | 10:45 | Egypte      | 4 - 13 | (1-3, 1-0, 2-5, 0-5) | Italië      |
| 21 augustus | 16:30 | Duitsland   | 11 - 5 | (3-2, 2-0, 4-3, 2-0) | Spanje      |
| 21 augustus | 17:45 | Griekenland | 10 - 9 | (2-2, 3-2, 3-2, 2-3) | Australië   |
| 23 augustus | 9:30  | Duitsland   | 6 - 6  | (1-3, 2-1, 1-0, 2-2) | Australië   |
| 23 augustus | 17:00 | Spanje      | 12 - 4 | (4-1, 3-0, 2-1, 3-2) | Egypte      |
| 23 augustus | 22:15 | Italië      | 4 - 6  | (0-1, 2-1, 1-2, 1-2) | Griekenland |

Eindstand Groep B
| rang | land        | Gs | W | G | V | F  | A  | Ptn |
| ---- | ----------- | -- | - | - | - | -- | -- | --- |
| 1    | Griekenland | 5  | 4 | 0 | 1 | 43 | 27 | 8   |
| 2    | Duitsland   | 5  | 3 | 1 | 1 | 40 | 28 | 7   |
| 3    | Spanje      | 5  | 3 | 0 | 2 | 35 | 31 | 6   |
| 4    | Italië      | 5  | 3 | 0 | 2 | 39 | 24 | 6   |
| 5    | Australië   | 5  | 1 | 1 | 3 | 37 | 35 | 3   |
| 6    | Egypte      | 5  | 0 | 0 | 5 | 18 | 67 | 0   |

### Kwartfinale ronde

#### 7de/12de plaats
| 25 augustus | 9:30  | Kazachstan | 5 - 10 | (2-2, 1-4, 1-3, 1-1) | Australië |
| 25 augustus | 10:45 | Kroatië    | 12 - 1 | (4-0, 2-0, 4-0, 2-1) | Egypte    |

#### Kwartfinales
| 25 augustus | 17:00 | Rusland              | 12 - 5 | (2-1, 2-1, 5-0, 3-3) | Duitsland |
| 25 augustus | 18:15 | Servië en Montenegro | 7 - 5  | (3-2, 2-0, 0-2, 2-1) | Spanje    |

### Halve finale ronde

#### 7de/10e plaats
| 27 augustus | 10:45 | Verenigde Staten | 6 - 5  | (2-0, 1-1, 2-2, 1-2) | Australië |
| 27 augustus | 17:00 | Italië           | 11 - 7 | (2-1, 3-4, 1-1, 5-1) | Kroatië   |

#### Halve finales
| 27 augustus | 18:15 | Hongarije   | 7 - 5 | (2-2, 3-3, 2-0, 0-0) | Rusland              |
| 27 augustus | 21:00 | Griekenland | 3 - 7 | (1-2, 1-3, 1-1, 0-1) | Servië en Montenegro |

### Finaleronde

#### 11e en 12e plaats
| 27 augustus | 9:30 | Kazachstan | 15 - 7 | (6-0, 1-2, 5-3, 3-2) | Egypte |

#### 9e en 10e plaats
| 29 augustus | 9:30 | Australië | 8 - 7 | (2-0, 3-4, 1-1, 2-2) | Kroatië |

#### 7e en 8e plaats
| 29 augustus | 10:45 | Verenigde Staten | 9 - 8 | (2-2, 2-0, 2-3, 3-3) | Italië |

#### 5e en 6e plaats
| 29 augustus | 12:00 | Duitsland | 6 - 4 | (2-2, 3-1, 0-0, 1-1) | Spanje |

### Bronzen finale
| 29 augustus | 16:00 | Rusland | 6 - 5 | (1-1, 3-1, 1-2, 1-1) | Griekenland |

### Finale
| 29 augustus | 17:30 | Hongarije | 8 - 7 | (2-3, 3-2, 0-2, 3-0) | Servië en Montenegro |

### Eindrangschikking
| rang   | land                 |
| ------ | -------------------- |
| Goud   | Hongarije            |
| Zilver | Servië en Montenegro |
| Brons  | Rusland              |
| 4      | Griekenland          |
| 5      | Duitsland            |
| 6      | Spanje               |
| 7      | Verenigde Staten     |
| 8      | Italië               |
| 9      | Australië            |
| 10     | Kroatië              |
| 11     | Kazachstan           |
| 12     | Egypte               |

## Vrouwen
De 8 deelnemende landen waren verdeeld over 2 groepen:
- Groep A: Australië, Griekenland, Italië en Kazachstan.
- Groep B: Canada, Hongarije, Rusland en Verenigde Staten.

De beste 3 landen van iedere poule plaatsten zich voor de medaille ronde, de overige landen speelden voor de plaatsen 7 en 8.

### Voorronde

#### Groep A
| 16 augustus | 10:45 | Australië   | 6 - 5 | (3-1, 1-2, 1-1, 1-1) | Italië      |
| 16 augustus | 17:45 | Griekenland | 8 - 6 | (2-2, 2-1, 2-2, 2-1) | Kazachstan  |
| 18 augustus | 9:30  | Australië   | 9 - 4 | (3-2, 2-1, 2-0, 2-1) | Kazachstan  |
| 18 augustus | 17:45 | Griekenland | 2 - 7 | (0-3, 2-2, 0-1, 0-1) | Italië      |
| 20 augustus | 9:00  | Italië      | 8 - 6 | (2-0, 3-1, 1-4, 2-1) | Kazachstan  |
| 20 augustus | 18:00 | Australië   | 7 - 7 | (1-2, 3-5, 2-0, 1-0) | Griekenland |

Eindstand Groep A
| rang | land        | Gs | W | G | V | F  | A  | Ptn |
| ---- | ----------- | -- | - | - | - | -- | -- | --- |
| 1    | Australië   | 3  | 2 | 1 | 0 | 22 | 16 | 5   |
| 2    | Italië      | 3  | 2 | 0 | 1 | 20 | 14 | 4   |
| 3    | Griekenland | 3  | 1 | 1 | 1 | 17 | 20 | 3   |
| 4    | Kazachstan  | 3  | 0 | 0 | 3 | 16 | 25 | 0   |

#### Groep B
| 16 augustus | 9:30  | Verenigde Staten | 7 - 6 | (4-1, 0-2, 1-2, 2-1) | Hongarije |
| 16 augustus | 16:30 | Rusland          | 8 - 6 | (1-2, 3-0, 2-3, 2-1) | Canada    |
| 18 augustus | 10:45 | Verenigde Staten | 5 - 6 | (0-0, 1-0, 3-1, 1-5) | Canada    |
| 18 augustus | 16:30 | Rusland          | 9 - 8 | (2-1, 3-3, 2-3, 2-1) | Hongarije |
| 20 augustus | 10:15 | Verenigde Staten | 8 - 4 | (1-1, 4-1, 2-1, 1-1) | Rusland   |
| 20 augustus | 16:45 | Hongarije        | 5 - 4 | (1-2, 2-0, 2-1, 0-1) | Canada    |

Eindstand Groep B
| rang | land             | Gs | W | G | V | F  | A  | Ptn |
| ---- | ---------------- | -- | - | - | - | -- | -- | --- |
| 1    | Verenigde Staten | 3  | 2 | 0 | 1 | 20 | 16 | 4   |
| 2    | Rusland          | 3  | 2 | 0 | 1 | 21 | 22 | 4   |
| 3    | Hongarije        | 3  | 1 | 0 | 2 | 19 | 20 | 2   |
| 4    | Canada           | 3  | 1 | 0 | 2 | 16 | 18 | 2   |

### Kwartfinales
| 22 augustus | 17:00 | Griekenland | 7 - 4 | (2-1, 3-0, 2-1, 0-2) | Rusland   |
| 22 augustus | 18:15 | Italië      | 8 - 5 | (2-1, 2-2, 2-2, 2-0) | Hongarije |

### Halve finales
| 24 augustus | 17:00 | Verenigde Staten | 5 - 6 | (2-1, 1-1, 1-0, 1-4) | Italië      |
| 24 augustus | 18:15 | Australië        | 2 - 6 | (1-4, 0-1, 1-1, 0-0) | Griekenland |

### Plaatsingsronde

#### 7e en 8e plaats
| 22 augustus | 10:45 | Kazachstan | 4 - 10 | (0-2, 1-4, 3-3, 0-1) | Canada |

#### 5e en 6e plaats
| 24 augustus | 10:45 | Rusland | 12 - 11 | (3-5, 1-2, 4-0, 2-3, 1-0, 1-1) | Hongarije |

### Bronzen finale
| 26 augustus | 17:00 | Australië | 5 - 6 | (0-0, 0-4, 3-1, 2-1) | Verenigde Staten |

### Finale
| 26 augustus | 18:15 | Griekenland | 9 - 10 | (3-2, 3-3, 0-1, 1-1, 2-2, 0-1) | Italië |

### Eindrangschikking
| rang   | land             |
| ------ | ---------------- |
| Goud   | Italië           |
| Zilver | Griekenland      |
| Brons  | Verenigde Staten |
| 4      | Australië        |
| 5      | Rusland          |
| 6      | Hongarije        |
| 7      | Canada           |
| 8      | Kazachstan       |

## Medaillespiegel
| rang | land                 | goud | zilver | brons | totaal |
| ---- | -------------------- | ---- | ------ | ----- | ------ |
| 1    | Hongarije            | 1    | 0      | 0     | 1      |
| 1    | Italië               | 1    | 0      | 0     | 1      |
| 3    | Griekenland          | 0    | 1      | 0     | 1      |
| 3    | Servië en Montenegro | 0    | 1      | 0     | 1      |
| 5    | Rusland              | 0    | 0      | 1     | 1      |
| 5    | Verenigde Staten     | 0    | 0      | 1     | 1      |

Atletiek · Badminton · Basketbal · Boksen · Boogschieten · Gewichtheffen · Gymnastiek · Handbal · Hockey · Honkbal · Judo · Kanovaren · Moderne vijfkamp · Paardensport · Roeien · Schermen · Schietsport · Schoonspringen · Softbal · Synchroonzwemmen · Taekwondo · Tafeltennis · Tennis · Triatlon · Voetbal · Volleybal · Waterpolo · Wielersport · Worstelen · Zeilen · Zwemmen
Parijs 1900 · 
St. Louis 1904 · 
Londen 1908 · 
Stockholm 1912 · 
Antwerpen 1920 · 
Parijs 1924 · 
Amsterdam 1928 · 
Los Angeles 1932 · 
Berlijn 1936 · 
Londen 1948 · 
Helsinki 1952 · 
Melbourne 1956 · 
Rome 1960 · 
Tokio 1964 · 
Mexico-stad 1968 · 
München 1972 · 
Montréal 1976 · 
Moskou 1980 · 
Los Angeles 1984 · 
Seoel 1988 · 
Barcelona 1992 · 
Atlanta 1996 · 
Sydney 2000 · 
Athene 2004 · 
Peking 2008 · 
Londen 2012 · 
Rio de Janeiro 2016 · 
Tokio 2020 · 
Parijs 2024 · 
Los Angeles 2028
Medaillewinnaars